# Juniperus recurva
Juniperus recurva är en cypressväxtart som beskrevs av Buch.-ham. och David Don. Juniperus recurva ingår i släktet enar, och familjen cypressväxter. IUCN kategoriserar arten globalt som livskraftig.

## Underarter
Arten delas in i följande underarter:
- J. r. coxii
- J. r. recurva